# Cecil Yates
Cecil Yates (Thurber, 18 mei 1912 - Buckeye, maart 1987) is een voormalig Amerikaans wielrenner die uitsluitend als baanwielrenner actief is geweest.

## Biografie
Yates was professioneel wielrenner van 1934 tot 1949.
Hij was een typisch voorbeeld van een professionele  zesdaagsenwielrenner. Hij nam in totaal aan 57 zesdaagsen deel en heeft 16 overwinningen op zijn naam staan. 
De lijst van renners waarmee hij zegevierde in de zesdaagsen geeft een grote verscheidenheid aan namen. Dit duidt er wellicht op dat hij geen vaste koppelgenoten had. Hij behaalde alleen met zijn landgenoot Charles Bergna een dubbele overwinning aan het einde van zijn carrière in 1949.
Opvallend is dat hij, net als zoveel Amerikaanse en Canadese zesdaagsenrenners, alleen aan zesdaagsen meedeed die in de Verenigde Staten en Canada werden gehouden, en dat hij dus geen enkele keer de oversteek naar Europa heeft gemaakt om daar aan de zesdaagsen deel te nemen.

## Zesdaagsenoverwinningen
| Nr. | Jaar   | Zesdaagse van                       | Samen met         |
| --- | ------ | ----------------------------------- | ----------------- |
| 1   | 1934   | Vancouver                           | Eddy Testa        |
| 2   | 1935-2 | Zesdaagse van Louisville Louisville | Jack Gabell       |
| 3   | 1935   | Detroit                             | Robert Vermeersch |
| 4   | 1936   | San Francisco                       | Henri O`Brien     |
| 5   | 1936   | Des Moines                          | Freddy Zaech      |
| 6   | 1937-1 | San Francisco                       | Jerry Rodman      |
| 7   | 1937   | Oakland                             | George Dempsey    |
| 8   | 1939   | Buffalo                             | Gustav Kilian     |
| 9   | 1939-2 | New York                            | Cesare Moretti    |
| 10  | 1940   | Buffalo                             | Heinz Vopel       |
| 11  | 1940   | Montreal                            | Angelo de Bacco   |
| 12  | 1940   | Chicago                             | William Peden     |
| 13  | 1942   | Milwaukee                           | Jules Audy        |
| 14  | 1942   | Chicago                             | Douglas Peden     |
| 15  | 1948   | Winnipeg                            | Charles Bergna    |
| 16  | 1949   | Cleveland                           | Charles Bergna    |